# HD 41814
HD 41814，又名BD-11 1386，SAO 151126、HR 2161，是一颗恒星，视星等为6.66，位于銀經218.04，銀緯-14.9，其B1900.0坐标为赤經6h 2m 10.9s，赤緯-11° -14.9′ 45″。